# 左安门西街
左安门西街，是北京市东城区的一条大街，也是北京二环内滨河路的组成部分。

## 简介
2010年4月3日，北京东南二环内滨河路三期工程竣工通车，这标志着东南二环内滨河路乃至全部二环内滨河路建成通车。东南二环内滨河路三期工程建设的道路东起龙潭公园东门，西经左安门内大街，止于天坛东路。因为该道路东段（龙潭公园东门至左安门内大街段）是在原有的“龙潭东路”的基础上拓宽建设而成，故东段沿用原有路名“龙潭东路”。该道路西段（左安门内大街至天坛东路段）则在2010年7月由北京市规划委员会崇文分局公示命名为“左安门西街”。
左安门西街东起左安门内大街，西至天坛东路，全长1.6公里。因位于左安门桥西侧，左安门内大街以西，东接龙潭东路，西接永定门东街，按照北京市地名命名“东西为街，南北为路”的习惯，命名为“左安门西街”。
2016年12月13日，作为北京市开展复合型路灯杆科技研究项目的阶段性成果，第一批20根复合型灯杆在左安门西街投入运行。这种复合型灯杆集智能照明、连接WiFi、微基站、充电桩、道路视频监控、风速温度气压信息发布等功能于一身。按照计划，将在北京市城六区（即东城区、西城区、朝阳区、海淀区、丰台区、石景山区）试点完成100根复合型灯杆建设工作。